# Sixteen Candles
Sixteen Candles (bra: Gatinhas & Gatões; prt: Dezasseis Primaveras, ou 16 Primaveras) é um filme de comédia romântica de 1984 escrito e dirigido por John Hughes.

## Elenco
- Molly Ringwald...Samantha "Sam" Baker
- Paul Dooley...Jim Baker
- Carlin Glynn...Brenda Baker
- Justin Henry...Mike Baker
- Michael Schoeffling...Jake Ryan
- Anthony Michael Hall...Ted ou "Farmer Ted" ("Ted Fazendeiro")
- Gedde Watanabe...Long Duk Dong
- Haviland Morris...Caroline Mulford
- Blanche Baker...Ginny Baker
- Edward Andrews...Avô Howard Baker
- Billie Bird...Avó Dorothy Baker
- Carole Cook...Avó Helen
- Max Showalter...Avô Fred
- Liane Alexandra Curtis...Randy
- John Cusack...Bryce
- Darren Harris...Cliff (Wease)
- Deborah Pollack...Marlene ou "Lumberjack"
- Tony Longo
- Joan Cusack...Garota Geek
- John Kapelos...Rudy Ryszczyk
- Jami Gertz...Robin
- Brian Doyle-Murray...Reverendo
- Zelda Rubinstein...organista

## Sinopse
A estudante secundarista Samantha "Sam" Baker completa dezesseis anos de idade mas fica decepcionada quando a família se esquece do aniversário porque estão todos atribulados com o casamento da irmã mais velha dela, Ginny, que irá acontecer no dia seguinte. Sam é apaixonada por um estudante mais velho e rico, Jake Ryan, mas ele namora Caroline, uma garota da mesma idade dele e bastante popular. Jake percebe o interesse de Sam e tenta saber mais dela através de "Ted" ou "Farmer Ted", um calouro que a conhece do ônibus escolar. Ted faz uma aposta com os amigos envolvendo Sam e conta isso para ela. Sam resolve ajudá-lo a ganhar a aposta quando ele lhe conta do interesse de Jake.

## Produção
As filmagens foram nos arredores de Chicago durante o verão de 1983. A maior parte das cenas interiores foram na Niles East High School.

### Controvérsia
O personagem de Long Duk Dong foi criticado por ser racialmente insensível e ofensivo para os asiáticos e outros  Alison MacAdam do NPR escreveu (tradução livre): "Para alguns assistentes, ele representou um dos mais ofensivos estereótipos asiáticos que Hollywood apresentou"  Roger Ebert defendeu o personagem, escrevendo que Gedde Watanabe "elevou seu papel de um estereotipo ofensivo para altamente cômico".

Num artigo publicado em Salon, Amy Benfer considerou que o filme tacitamente perdoa estupro num encontro.

## Trilha sonora e canções

### Lado 1
- 16 Candles - Stray Cats
- Hang Up the Phone - Annie Golden
- Geek Boogie - Ira Newborn & the Geeks

### Lado 2
- Gloria - Patti Smith
- If You Were Here - Thompson Twins